# Ghulam Haider Hamidi

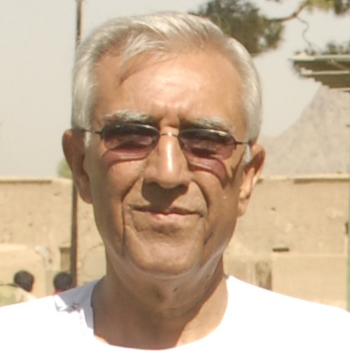
Ghulam Haider Hamidi

Ghulam Haider Hamidi (* 1947 in Kandahar; † 27. Juli 2011 ebenda) war ein afghanischer Politiker. Er war Bürgermeister von Kandahar.

## Leben
Hamidi, 1947 in Kandahar geboren, stammte aus einer adeligen Paschtunen-Familie. Er studierte an der Universität Kabul. Einen großen Teil seines Lebens verbrachte er im Exil in den Vereinigten Staaten. Bis 2006 war Hamidi Buchhalter in Virginia. 2007 übernahm er den Bürgermeisterposten in Kandahar. Seitdem wurden auf ihn mehrere Anschläge verübt.
Am 27. Juli 2011 zündete bei einem  Treffen von Clan-Chefs in Hamidis Büro in Kandahar ein Selbstmordattentäter eine in seinem Turban versteckte Bombe.  Dabei wurden Hamidi, ein Zivilist und der Angreifer getötet.  Hamidi galt als Verbündeter und möglicher Nachfolger des 15 Tage zuvor getöteten Halbbruders von Hamid Karzai und Vorsitzenden des Provinzrates von Kandahar Ahmad Wali Karzai. Die Taliban bekannten sich zu dem Anschlag. Laut ihrem Sprecher Kari Jussef Ahmadi sei Hamidi aus Rache für den Tod zweier Kinder, die bei dem von ihm angeordneten Abriss illegaler Häuser ums Leben gekommen waren, getötet worden.
Hamidi war verheiratet und hatte sieben Kinder. Eine seiner Töchter, Rangina Hamidi, kehrte 2003 nach  Afghanistan zurück, wo sie Frauenaktivistin und Journalistin für ausländische Medien wurde. Seit 2020 leitete sie als erste Frau das afghanischen Bildungsministerium. Nach dem Fall von Kabul im August 2021 entschied sie sich, mit ihrer Familie in die Vereinigten Staaten zurückzukehren.